# チャールズ・ウムラウフ
チャールズ・ウムラウフ （Charles Umlauf, 1911年7月17日 - 1994年11月19日）は、アメリカ合衆国の彫刻家。

## 経歴
1911年7月17日にミシガン州のサウスヘブン(South Haven)で生まれる。
1929年から1937年まで、シカゴ美術館で美術の勉強をした。
世界恐慌時代は公共事業促進局の連邦美術計画に加わった。
1941年から1981年まで40年にわたり、テキサス大学で美術の教授を担当した。このときの生徒に女優のファラ・フォーセットがいた。